# سیارک ۹۵۴۵
سیارک ۹۵۴۵ (به انگلیسی: 9545 Petrovedomosti، نامگذاری:1984MQ) نه هزار و پانصد و چهل و پنجمین سیارک کشف شده‌است که در ۲۵ ژوئن ۱۹۸۴ کشف شد.
قدر مطلق سیارک برابر ۱۳٫۲۰ است.